# Gunderup-Nøvling Kommune
Gunderup-Nøvling Kommune var en sognekommune (landkommune) i Fleskum Herred i Aalborg Amt fra 1842 til 1970. Kommunen omfattede Gunderup og Nøvling Sogne, herunder det senere udskilte Gistrup Sogn.
Kommunen havde fra 1874 Kommunegården, som både lagde lokaler til sognerådsmøder og fungerede som fattiggård. Denne gård havde tidligere tilhørt Aalborg Kloster og blev afhændet i 1980.